# 斯奎拉
斯奎拉（英語：Squealer），是英国作家乔治·奥威尔的小说《动物庄园》中的虚构角色，他是拿破仑的二把手，担任动物庄园的宣传部长。他在书中被描述为一个高效且非常有说服力的演说家，他在1954年版《动物庄园》中的形象是一只粉红色的肥猪；而在1999年版《动物庄园》中，他是一只戴着单片眼镜的泰姆华斯猪。斯奎拉在两部电影中的角色分别由莫里斯·德纳姆 (1954年) 与伊恩·霍尔姆 (1999年) 负责配音。

## 角色设计
斯奎拉在整部小说中非常擅长对动物们灌输各种洗脑话术，他作为拿破仑统治下的动物庄园的领导人之一，经常会做一些事情来巧妙地来操纵动物。随着剧情的推进，拿破仑公开出现的频率越来越少，因此斯奎拉在向动物们发布最新指示的方面发挥了关键作用。他的言辞非常具有说服力，甚至可以“颠倒黑白”，因而他在庄园处于困难时期依旧能靠宣传让其他动物相信谷仓是满的；他也是拿破仑宣传政策的核心策划者，煽动恐慌和蛊惑人心的演说几乎愚弄了庄园的每一只动物。

## 创作灵感
斯奎拉在书中的行动反映了奥威尔一向的观点：1917年俄国十月革命后的俄罗斯发生的事件使它走上了一条不归路。他所信仰的平等主义、社会主义在那里变成了一种残暴的独裁，即通过建立一套广泛的个人崇拜，并借由恐怖手段与谎言来强制实施这种统治。奥威尔写道：“自1931年左右以来，所有道德高尚的人都知道俄国政权非常糟糕。”
作为拿破仑政权的重要协助者，斯奎拉在书中占有较多篇幅，奥威尔通过对其的描写展现了小谎言最终导致大谎言的路径。奥威尔认为宣传是所有现代政府的一个显著特征，但在严重依赖它的极权主义政权中尤为突出，他于1946年在《文学的预防》一书中将“有组织的谎言”定义为极权主义国家的关键要素。

## 流行文化
- 斯奎拉在1954年动画电影《动物庄园（英语：Animal Farm (1954 film)）》中由美国配音演员莫里斯·德纳姆（英语：Maurice Denham）负责配音。
- 伊恩·霍尔姆在1999年真人版电影《动物庄园（英语：Animal Farm (1954 film)）》中为斯奎拉配音。
- 日本轻小说及其衍生动画《来自新世界》也部分借鉴了《动物庄园》的反乌托邦元素，斯奎拉这一同名角色在该作品中被设计为裸鼹鼠的形象。